# 衛星燃料補給

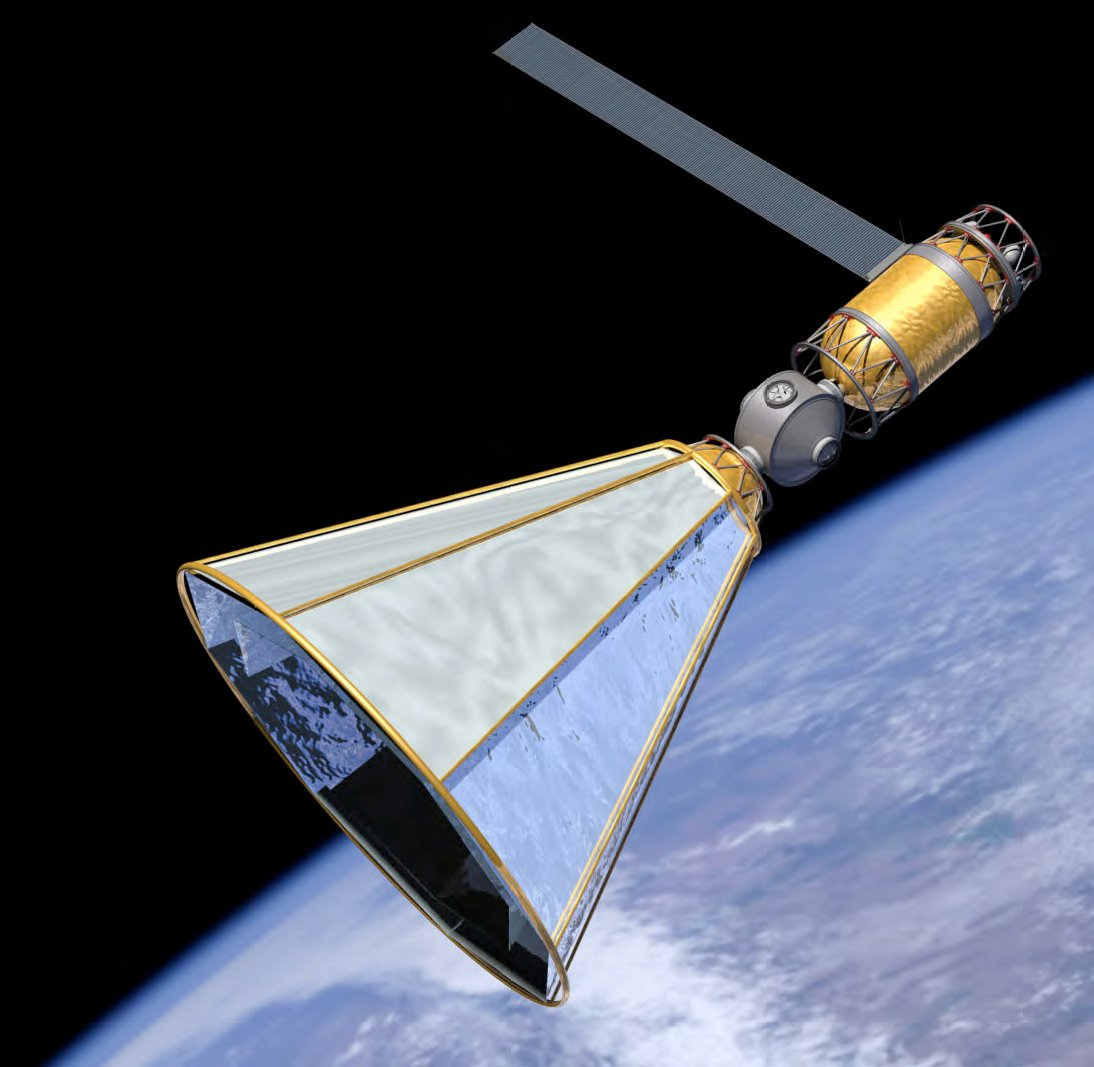
ユナイテッド・ローンチ・アライアンス が提案した日よけつき推進剤貯蔵衛星のコンセプトアート

衛星燃料補給は、宇宙船や人工衛星に対し軌道上で推進剤を補給する軌道上サービスの一つ。
ロケットエンジンの推進剤には常温で液体のヒドラジン、二酸化窒素のほか、液体酸素などの極低温推進剤、キセノンやクリプトンなど電気推進用高圧ガス、超臨界流体などがあり、また腐食性、化学活性などの違いも有り燃料の物性によって異なる技術が必要となる。
燃料補給の目的の一つは軌道上で燃料を補給することによる、燃料切れの人工衛星の寿命延長である。
推進能力を持つ衛星がランデブーすることで推進力、姿勢制御を提供する方法もあり、この場合は燃料移送は不要となる。あらかじめ軌道上で給油する設計にはなっていない衛星に対し、ロボットアームで衛星を分解し推進剤を補給する計画もある。
もう一つの目的は、宇宙船の活動範囲の延長である。SpaceXのスターシップHLSは地球の衛星軌道上で燃料を補給することで月面への到達を可能にする。古くはアポロ計画で地球軌道ランデブー方式として提案されたことがある。
将来的には月や火星、小惑星から推進剤を製造し利用するISRU(現地資源利用)による推進剤の調達も考えられる。惑星の低軌道に存在する僅かな大気を収集して推進剤として蓄える液体推進剤アキュムレータも考案されている。